# Dioscorea bemarivensis
Dioscorea bemarivensis är en enhjärtbladig växtart som beskrevs av Henri Lucien Jumelle och Joseph Marie Henry Alfred Perrier de la Bâthie. Dioscorea bemarivensis ingår i släktet Dioscorea och familjen Dioscoreaceae. Inga underarter finns listade i Catalogue of Life.